# The Washington (Belsize Park)
The Washington é um edifício listado de Grau II na 50 England's Lane, Belsize Park, em Londres.
Foi construído por volta de 1865 pelo desenvolvedor Daniel Tidey.